# Evangelische Kirche Heidenoldendorf
Die Evangelische Kirche Heidenoldendorf ist eine Kirche im Detmolder Ortsteil Heidenoldendorf und Teil der evangelisch-reformierten Klasse Detmold in der Lippischen Landeskirche.

## Geschichte
Auf dem Grundstück befand sich zuvor eine Kapelle, die vermutlich bereits vor 1473 errichtet wurde. In den Jahren 1670/71 erfolgte eine komplette Renovierung, 1927 wurde das Gebäude um einen Anbau erweitert. Mitte der 1950er Jahre war die kleine Kirche jedoch derart baufällig, dass sich eine erneute Sanierung nicht mehr lohnte. Daher wurde gegen den anfänglichen Widerstand der Heidenoldendorfer Bürger ein Neubau beschlossen.
Nach Plänen des Detmolder Bezirksbaurats Kurt Wiersing entstand in den Jahren 1957 bis 58 direkt neben der bisherigen Kapelle, die in der Zeit weitergenutzt wurde, die neue Kirche. Im Glockenturm wurde neben drei neu gegossenen Glocken auch die alte Glocke von 1473 als Uhrschlag-Glocke untergebracht. Die Einweihung der Kirche erfolgte am 15. Juni 1958.

## Architektur und Ausstattung
Die Kirche für 400 bis 450 Besucher besitzt einen rechteckigen Grundriss, an der Ostseite ist der Glockenturm auf halber Breite angebaut. Kirchenschiff und Turm bestehen aus Ziegelmauerwerk, das innen wie außen hell gekalkt wurde. Das Satteldach der Kirche ist mit roten Ziegeldachpfannen gedeckt, das Turmdach besteht aus Kupfer.
Abendmahltisch und Kanzel bestehen aus Sandstein und Schieferplatten und wurden – wie auch die Kirche – von Kurt Wiersing entworfen. Ein großes Buntglasfenster stammt vom Künstler Karl Ehlers. Oberhalb des Eingangs befindet sich die Orgelempore, 2002 wurde eine neue Orgel der Dresdner Orgelwerkstatt Jehmlich angeschafft.